# 2012년 여자 야구 월드컵
2012년 여자 야구 월드컵은 2012년 8월 10일부터 8월 19일까지 캐나다의 에드먼턴에서 열린 다섯 번째 여자 야구 월드컵 대회이다.

## 대회 결과
| 순위 | 국가           | 승 | 패 |
| ---- | -------------- | -- | -- |
| 1    | 일본           | 8  | 1  |
| 2    | 미국           | 6  | 3  |
| 3    | 캐나다         | 7  | 2  |
| 4    | 오스트레일리아 | 4  | 5  |
| 5    | 베네수엘라     | 5  | 4  |
| 6    | 중화 타이베이  | 4  | 5  |
| 7    | 네덜란드       | 1  | 8  |
| 8    | 쿠바           | 1  | 8  |

| 2012년 여자 야구 월드컵 |
| ----------------------- |
| 일본 세 번째 우승       |